# Panteón de Guadalupe
El Panteón de Guadalupe fue un cementerio ubicado en Guadalajara, Jalisco, México. El ingreso principal se encontraba en calle Cementerio 547, luego nombrada Escobedo, y actualmente conocida como Calzada del Federalismo Sur, esquina con Epigmenio González, en el primer cuadro de Guadalajara.
El cementerio, de pequeñas dimensiones, no existe más, fue demolido.